# Olimpíada d'escacs de 1974
L'Olimpíada d'escacs de 1974, fou organitzada per la FIDE que comprenia un torneig obert per equips, així com diversos altres esdeveniments destinats a promoure el joc dels escacs. La 21a olimpíada es va dur a terme entre el 6 i el 30 de juny de 1974, a Niça, França.
Bobby Fischer encara era el campió del món, però no havia jugat cap partida més d'ençà d'haver guanyat el títol el 1972 i tampoc va ser present a Niça. De totes maneres, l'equip nord-americà va poder assegurar la tercera plaça malgrat la seva absència.
Per la mateixa raó, per segona vegada consecutiva, l'equip soviètic no va ser liderat per l'actual campió del món. No obstant això, es va presentar en tres excampions (Tal, Petrosian i Spassky) així com amb un futur campió (Karpov). L'equip va vèncer per 8½ punts, la victòria més àmplia mai aconseguida, i s'endugué cap a casa la seva dotzena medalla d'or consecutiva, amb Iugoslàvia i els Estats Units enduent-se respectivament la plata i el bronze.
Sense cap mena de tensió en la cursa pel campionat, el torneig va tenir més aviat gran part de tensió política. El Final B, l'equip tunisià es va negar a jugar amb Israel, de manera que la puntuació es calcula d'acord amb les puntuacions d'Elo com una victòria per 3-1 per a l'equip israelià.
A causa de les seves polítiques d'apartheid, Àfrica del Sud i Rodèsia varen ser expulsades de la FIDE a tres rondes pel final. L'equip sud-africà es varen retirar del torneig ells mateixos, i els seus resultats a la final C no varen ser comptabilitzats per a la classificació general. El president de la FIDE Max Euwe va intentar sense èxit que Rhodèsia fos expulsat de la mateixa manera, però al final se'ls va permetre acabar el torneig i va guanyar la Final E - amb l'ajut de les victòries per defecte contra l'Iraq i Algèria que es varen negar a jugar amb ells.

## Resultats

### Preliminars
Un total de 74 equips varen ser dividits en vuit grups preliminars de 9 o 10 equips cada un, dels quals els dos primers classificats passarien a la Final A, els 3r i 4t classificats a la Final B, etc. Els resultats dels enfrontaments preliminars es varen tenir en compte a les finals, de manera que cap equip s'enfrontaria més d'un cop amb qualsevol altra equip. Tots els grups preliminars i les finals varen ser jugats pel sistema de tots contra tots. Els resultats varen ser els següents:
- Grup 1: 1. Unió Soviètica, 2. Gal·les, 3. Escòcia, 4. Polònia, 5. Brasil, 6. Mongòlia, 7. Puerto Rico, 8. Jordània, 9. Antilles Neerlandeses.
- Grup 2: 1. Estats Units, 2. Anglaterra, 3. Dinamarca, 4. Canada, 5. Austràlia, 6. Equador, 7. Luxemburg, 8. Panamà, 9. Rodèsia.
- Grup 3: 1. Iugoslàvia, 2. Finlàndia, 3. Cuba, 4. Itàlia, 5. Iran, 6. Veneçuela, 7. Pakistan, 8. Uruguai, 9. Iraq.
- Grup 4: 1. Hongria, 2. Espanya, 3. Bèlgica, 4. Tunísia, 5. Xile, 6. Síria, 7. Malta, 8. Malàisia, 9. Japó, 10. Nicaragua.
- Grup 5: 1. Alemanya Occidental, 2. Suècia, 3. Islàndia, 4. Portugal, 5. Àfrica del Sud, 6. Irlanda, 7. Hong Kong, 8. Guernsey, 9. Trinitat & Tobago.
- Grup 6: 1. Txecoslovàquia, 2. Romania, 3. Noruega, 4. Colòmbia, 5. Nova Zelanda, 6. Singapur, 7. Líban, 8. Mònaco, 9. Andorra.
- Grup 7: 1. Bulgària, 2. Filipines, 3. Israel, 4. França, 5. Indonèsia, 6. Turquia, 7. República Dominicana, 8. Illes Fèroe, 9. Xipre, 10. Illes Verges Britàniques.
- Grup 8: 1. Països Baixos, 2. Argentina, 3. Àustria, 4. Suïssa, 5. Grècia, 6. Mèxic, 7. Marroc, 8. Illes Verges Nord-americanes, 9. Bahames.

Només dos jugadors de Nicaragua es varen presentar a Niça, per la qual cosa l'equip va haver de renunciar al seu primer matx contra Xile i posteriorment es va retirar del torneig. Els seus resultats només no es varen tenir en compte en la classificació del grup.

### Final
| #  | País           | Jugadors                                                      | Mitjana Elo | Punts | MP |
| -- | -------------- | ------------------------------------------------------------- | ----------- | ----- | -- |
| 1  | Unió Soviètica | Karpov, Korchnoi, Spassky, Petrosian, Tal, Kuzmin             | 2665        | 46    |    |
| 2  | Iugoslàvia     | Gligorić, Ljubojević, Ivkov, Planinc, Velimirović, Parma      | 2566        | 37½   |    |
| 3  | Estats Units   | Kavalek, Byrne, Browne, Reshevsky, Lombardy, Tarjan           | 2586        | 36½   | 22 |
| 4  | Bulgaria       | Radulov, Padevsky, Tringov, Popov, Spasov, Kirov              | 2475        | 36½   | 21 |
| 5  | Països Baixos  | Timman, Donner, Sosonko, Ree, Enklaar, Kuijpers               | 2478        | 35½   |    |
| 6  | Hongria        | Portisch, Bilek, Csom, Ribli, Forintos, Sax                   | 2554        | 35    |    |
| 7  | RFA            | Schmid, Unzicker, Pfleger, Hecht, Dueball, Kestler            | 2534        | 32    |    |
| 8  | Romania        | Gheorghiu, Ciocâltea, Ghiţescu, Ghizdavu, Partoş, Pavlov      | 2468        | 29½   | 16 |
| 9  | Txecoslovàquia | Hort, Jansa, Filip, Přibyl, Plachetka, Lechtýnský             | 2521        | 29½   | 14 |
| 10 | Anglaterra     | Hartston, Keene, Penrose, Whiteley, Stean, Markland           | 2456        | 26    |    |
| 11 | Filipines      | Torre, Cardoso, Naranja, Balinas, Lontoc, Bordonada           | 2358        | 25½   | 12 |
| 12 | Espanya        | Pomar, Torán, Calvo, Bellón López, Visier Segovia, Sanz       | 2428        | 25½   | 11 |
| 13 | Suècia         | Andersson, Ornstein, Jansson, Liljedahl, Uddenfeldt, Kinnmark | 2448        | 25    |    |
| 14 | Argentina      | Quinteros, Sanguineti, Najdorf, Rubinetti, Szmetan, Debarnot  | 2491        | 23½   |    |
| 15 | Finlàndia      | Westerinen, Poutiainen, Rantanen, Hurme, Venäläinen, Raaste   | 2319        | 22    |    |
| 16 | Gal·les        | Williams, Hutchings, Jones, Cooper, Sully, Trevelyan          | 2285        | 14½   |    |
| #  | País      | Mitjana Elo | Punts | MP |
| -- | --------- | ----------- | ----- | -- |
| 17 | Israel    | 2465        | 40½   |    |
| 18 | Àustria   | 2388        | 38½   |    |
| 19 | Itàlia    | 2428        | 38    |    |
| 20 | Colòmbia  | 2354        | 32½   |    |
| 21 | Noruega   | 2410        | 32    | 19 |
| 22 | Islàndia  | 2456        | 32    | 18 |
| 23 | Polònia   | 2430        | 32    | 17 |
| 24 | Canadà    | 2419        | 31    | 18 |
| 25 | Cuba      | 2423        | 31    | 15 |
| 26 | Dinamarca | 2405        | 31    | 14 |
| 27 | Suïssa    | 2380        | 29    |    |
| 28 | França    | 2381        | 27½   |    |
| 29 | Escòcia   | 2319        | 25½   |    |
| 30 | Bèlgica   | 2323        | 23½   |    |
| 31 | Portugal  | 2306        | 19½   |    |
| 32 | Tunisia   | 2200        | 17½   |    |
| #  | País         | Mitjana Elo | Punts | MP |
| -- | ------------ | ----------- | ----- | -- |
| 33 | Austràlia    | 2286        | 39    |    |
| 34 | Iran         | 2320        | 34½   |    |
| 35 | Brazil       | 2424        | 32½   |    |
| 36 | Mongòlia     | 2364        | 31½   |    |
| 37 | Irlanda      | 2245        | 30½   |    |
| 38 | Xile         | 2384        | 30    | 17 |
| 39 | Indonèsia    | 2249        | 30    | 14 |
| 40 | Greece       | 2263        | 27½   | 16 |
| 41 | Mèxic        | 2283        | 27½   | 14 |
| 42 | Turquia      | 2265        | 27    |    |
| 43 | Singapur     | 2219        | 25    |    |
| 44 | Venezuela    | 2203        | 24½   |    |
| 45 | Nova Zelanda | 2230        | 22½   |    |
| 46 | Equador      | 2213        | 22    |    |
| 47 | Syria        | 2200        | 16    |    |
| -  | RSA[2]       | 2228        | -     |    |
| #  | País                    | Mitjana Elo | Punts | MP |
| -- | ----------------------- | ----------- | ----- | -- |
| 48 | Pakistan                | 2200        | 49½   |    |
| 49 | Puerto Rico             | 2203        | 44½   |    |
| 50 | República Dominicana    | 2200        | 43½   |    |
| 51 | Luxemburg               | 2201        | 38½   |    |
| 52 | Líban                   | 2206        | 35    | 20 |
| 53 | Uruguai                 | 2200        | 35    | 17 |
| 54 | Panamà                  | 2200        | 33    |    |
| 55 | Mongolia                | 2200        | 29½   |    |
| 56 | Malta                   | 2206        | 29    |    |
| 57 | Hong Kong               | 2240        | 27½   | 13 |
| 58 | Illes Fèroe             | 2200        | 27½   | 12 |
| 59 | Malàisia                | 2200        | 24½   |    |
| 60 | Marroc                  | 2200        | 21½   |    |
| 61 | Jordània                | 2200        | 17½   |    |
| 62 | Guernsey                | 2200        | 12    | 2  |
| 63 | Illes Verges Americanes | 2200        | 12    | 2  |
| #  | País                     | Mitjana Elo | Punts |
| -- | ------------------------ | ----------- | ----- |
| 64 | Rhodèsia                 | 2200        | 28½   |
| 65 | Iraq                     | 2200        | 24½   |
| 66 | Netherlands Antilles     | 2200        | 21½   |
| 67 | Japó                     | 2200        | 20½   |
| 68 | Xipre                    | 2200        | 19    |
| 69 | Trinitat i Tobago        | 2200        | 18    |
| 70 | Algèria                  | 2200        | 17    |
| 71 | Andorra                  | 2200        | 13    |
| 72 | Bahames                  | 2200        | 11    |
| 73 | Illes Verges Britàniques | 2200        | 8½    |

### Medalles individuals
- Tauler 1:  Anatoli Kàrpov 12 / 14 = 85,7%
- Tauler 2:  Andreas Dückstein 10 / 12 = 83,3%
- Tauler 3:  Borís Spasski 11 / 15 = 73,3%
- Tauler 4:  Tigran Petrossian 12½ / 14 = 89,3%
- Primer suplent:  Mikhail Tal 11½ / 15 = 76,7%
- Segon suplent:  James Tarjan i  Franciscus Kuijpers 11 / 13 = 84,6%